# 印度国家公园列表
這是一個關於印度國家公園的列表。印度境內第一座國家公園於1935年成立，命名為「海利國家公園」（現改名為吉姆柯比特國家公園）。截至1970年印度只有兩座國家公園。到了1972年，印度頒布野生動物保育法，進行保護保育類動物的宣傳。截至2010年，印度已有100座國家公園。

## 外部連結
- National Parks in India
- National Parks of India mapped on Google Maps
- indian national parks map
- Van Vihar National Park, Bhopal, MP